# 扎比娜·奧伯豪澤爾

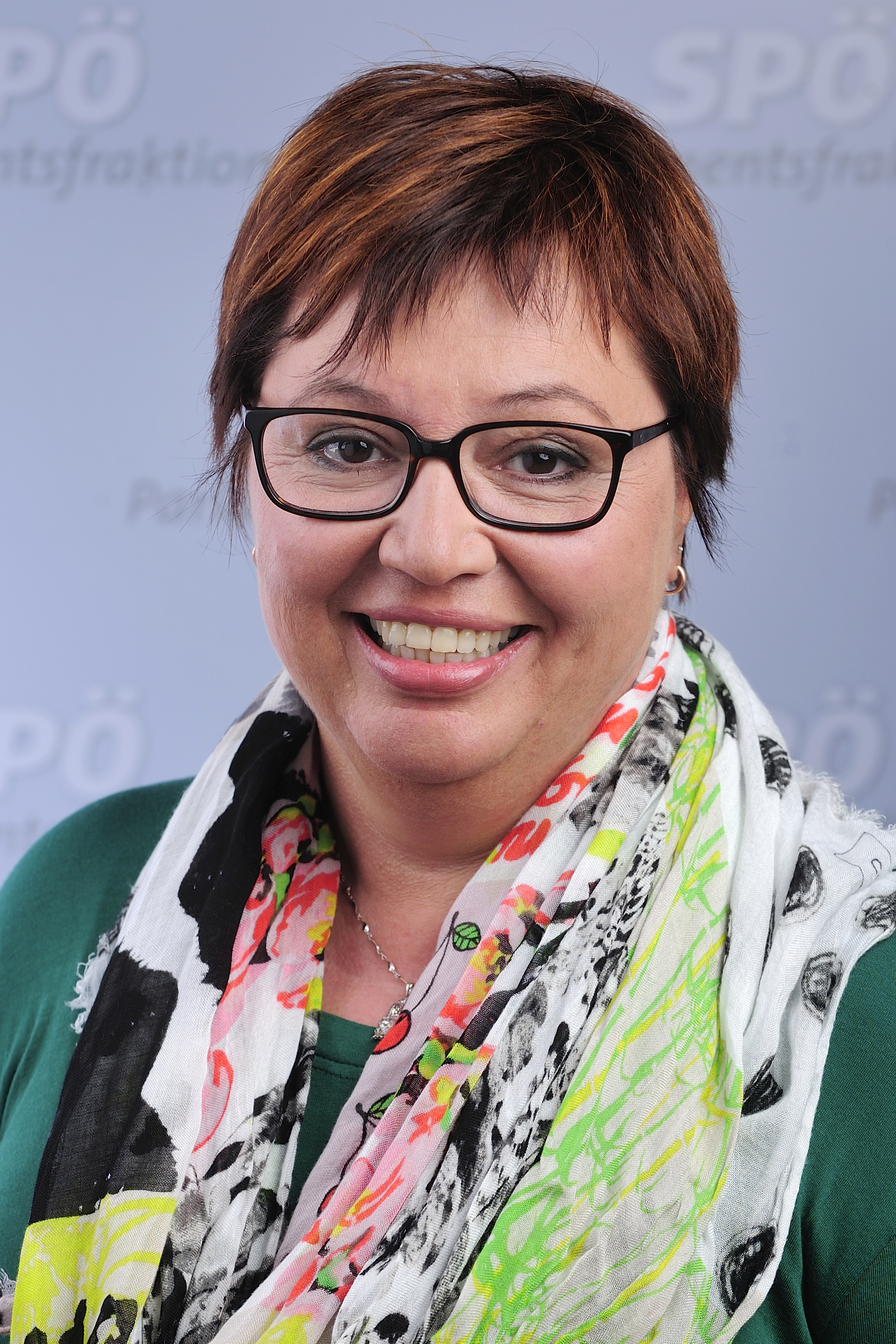
奧伯豪澤爾在2014年4月

扎比娜·奧伯豪澤爾（英語：Sabine Oberhauser；1963年8月30日—2017年2月23日），奥地利医生和政治人物，歷任衛生婦女部長、國民議會議員等職

## 生平
奧伯豪澤爾生于维也纳。 在2014年，她成为奥地利总理维尔纳·法伊曼內閣的部长，及首位女性部长。在2015发现患上癌症，于2017年因癌症死亡。

## 个人生活
奧伯豪澤爾已结婚，并育有两个女儿。
2017年2月，奧伯豪澤爾进入医院。 然而，她的情况很快恶化，于一星期后，即2017年2月23日死亡。终年53岁。